# Kazarmanskij aeroport
Kazarmanskij aeroport (ryska: Казарманский аэропорт) är en flygplats i Kirgizistan. Den ligger i den centrala delen av landet, 170 km söder om huvudstaden Bisjkek. Kazarmanskij aeroport ligger 1 269 meter över havet.
Terrängen runt Kazarmanskij aeroport är varierad. Kazarmanskij aeroport ligger nere i en dal som går i öst-västlig riktning. Runt Kazarmanskij aeroport är det mycket glesbefolkat, med 5 invånare per kvadratkilometer. Trakten runt Kazarmanskij aeroport består i huvudsak av gräsmarker.